# Kandaules (opera)
Kandaules (Frans→Candaule) is een verhaalpersonage, gecreëerd in een verhaal van André Gide uit 1901: Le Roi Candaule. Kandaules is een schatrijke koning van de gefingeerde Griekse staat Lydië, gehuwd met de beeldschone Nyssa en hij wordt omringd door vleiers. In de arme visser Gyges ziet hij een authentieke vriend, maar deze zal hem ten val brengen.
Het verhaal werd in 1936 gebruikt  door de componist Alexander von Zemlinsky voor zijn (onvoltooide) opera Der König Kandaules, die echter pas in 1996 voor het eerst werd opgevoerd. Een uitgebreidere plot van het verhaal rond Kandaules is te vinden in het artikel Der König Kandaules.